# CiteScore
Der CiteScore ist eine jährlich berechnete Kennzahl bzw. Metrik für wissenschaftliche Fachzeitschriften. Sie wird von Elsevier basierend auf den Informationen ihrer Publikationsdatenbank Scopus bereitgestellt. Ebenso wie der wesentlich verbreitetere Impact-Faktor dient er als bibliometrisches Vergleichsmaß, ohne Qualität abzubilden.
Die Kennzahl ist der Quotient aus der Anzahl an Zitationen zu zitierbaren Beiträgen aus den letzten drei Jahren und der Menge dieser Artikel. Als zitierbare Beiträge definiert Scopus bzw. Elsevier nur Artikel, Reviews, Konferenz-Proceedings, Buchkapitel und Datenbeschreibungen („data papers“). Anders als Scopus sind die CiteScore-Kennzahlen ohne Subskription verfügbar.
Für 2022 wurde der CiteScore für über 28.000 Zeitschriften und Konferenz-Proceedings berechnet.

## Geschichte
Der CiteScore wurde im Dezember 2016 veröffentlicht und ist Elseviers Antwort auf den bekannten Journal Impact Factor von Clarivate Analytics.

## Vergleich mit Journal Impact Factor

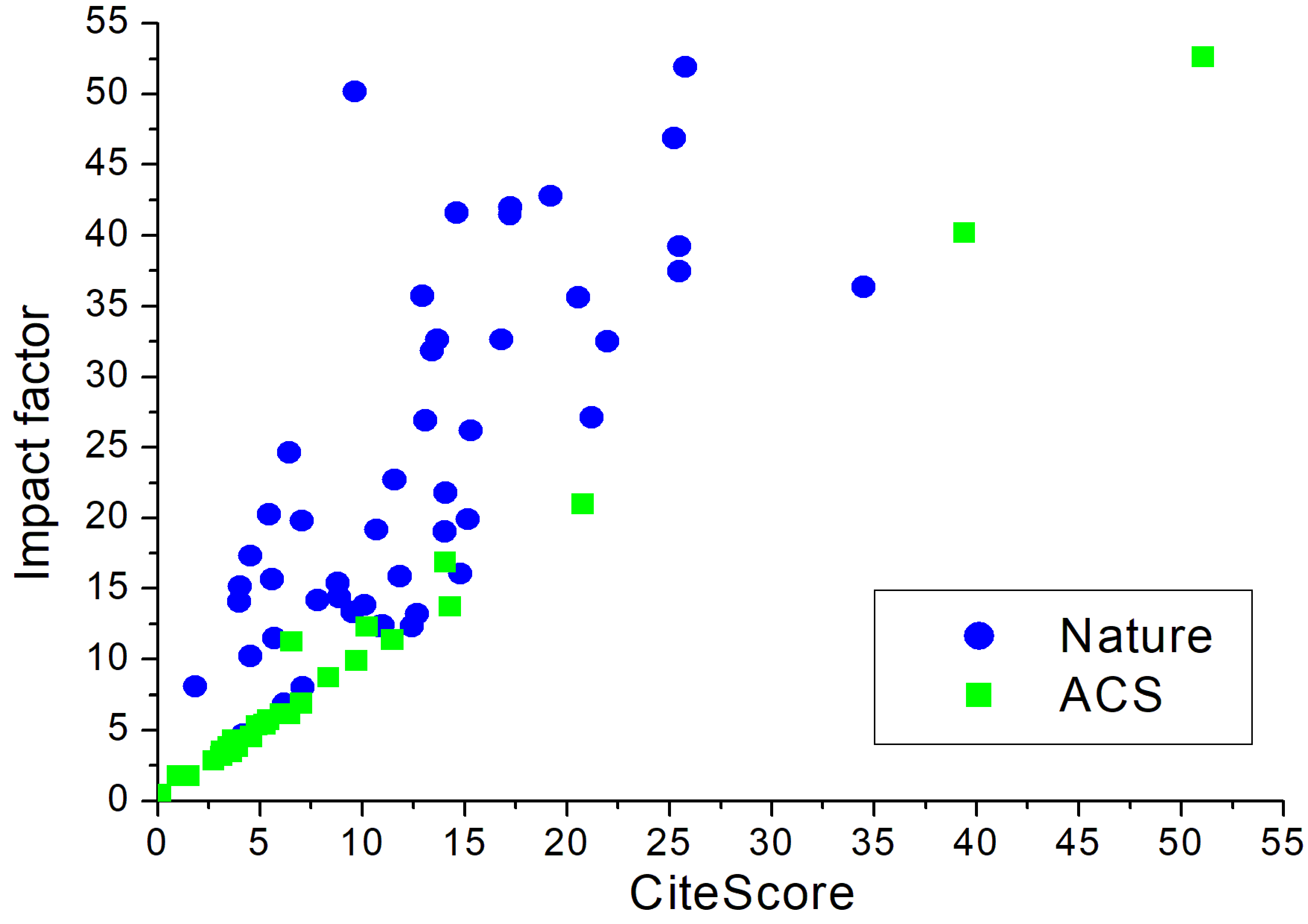
CiteScore im Vergleich mit dem (Journal) Impact Factor für Fachzeitschriften der Verlage American Chemical Society (grün) und Nature Research (blau) für 2017. Da Nature-Zeitschriften einen hohen Anteil nicht-zitierbarer Beiträge (wie Editorials) aufweisen, sind ihre CiteScore-Werte deutlich niedriger als ihre Impact-Factors.

Der CiteScore wurde als Wettbewerbsprodukt zum Journal Impact Factor designt. Die Hauptunterschiede sind:
- Die Evaluationsperiode beträgt 3 statt 2 Jahre.
- Die Kennzahlen sind ohne Subskription verfügbar.
- Nur zitierbare Beiträge statt aller Artikel werden gewertet.